# Jákský opatský kostel

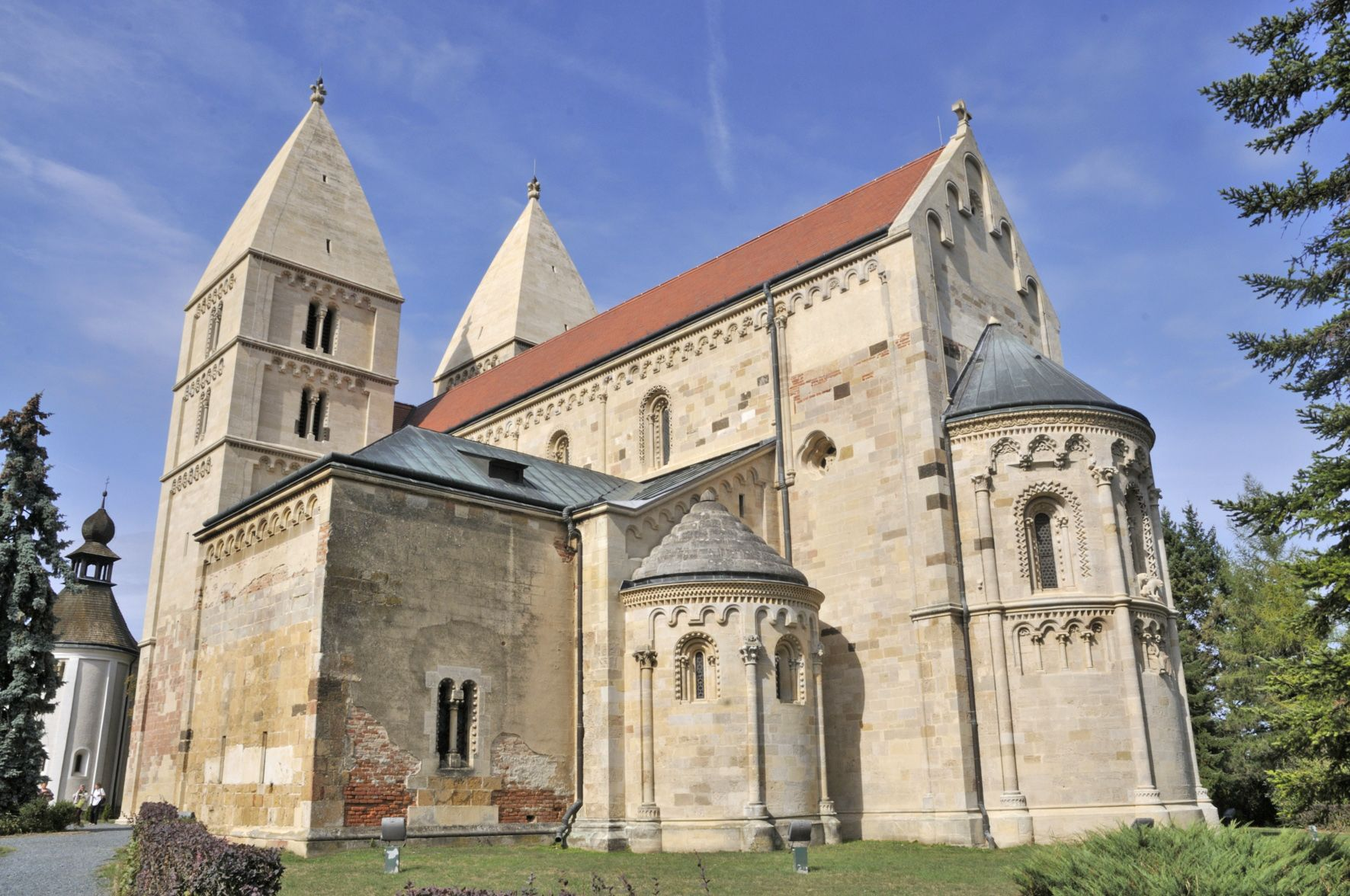
Opatský kostel od jihovýchodu

Kostel svatého Jiří v obci Ják je románská monumentální bazilika bývalého benediktinského opatství v obci Ják, situovaná na kopci nad údolím potoka Sorok, asi 10 km jižně od města Szombathely, v župě Vas v západním Maďarsku, při státní hranici s Rakouskem.

## Založení
Archeologický a historický výzkum vedly ke zjištění, že již delší dobu před založením opatství zde stálo rodové sídlo a hospodářské centrum rodiny uherských velmožů. Panské sídlo bylo vybaveno obytnou věží (donjonem) a mělo rotundu sv. Jakuba, z jehož patrocinia byl odvozen maďarský název vesnice Jaak i pozdější přídomek rodiny.
Klášter byl založen kolem roku 1220, jeho opat je poprvé písemně doložen k roku 1223, a kostel vysvětil 2. května 1256 rábský biskup Amadeus za přítomnosti opata Fava z Pannonhalmy. 
Na data založení se odvolává listina o století mladší, královská bula z roku 1325, ve které král Karel Robert z Anjou žádal vasvárskou kapitulu, aby rozhodla, komu připadne patronátní právo kláštera v Jáku. V tomto dokumentu je zakladatel opatství označen kníže Martin Veliký (latinsky Comes Marthinus Magnus), a klášter svatého Jiří ve vsi Ják  (monasterium Sancti Georgii [in] Jaak). Na dokument byl v 17. století neznámou rukou připsán zajímavý výpočet (1651–1214 = 437), ve kterém dle tehdy ještě známých údajů vypočítali stáří kláštera. Kostel byl zasvěcen svatému Jiří, křesťanskému rytíři a mučedníkovi ze 3. století. Jeho postava byla zobrazena na nástěnném obraze za hlavním oltářem.

### První etapa výstavby
Benediktini zde uplatnili typový půdorys trojlodní baziliky se třemi půlkruhovitými apsidami, z nichž střední apsida je delší než obě boční. Mezilodní arkády měly být členěny pilíři nesoucími dřevěný strop. Podle tohoto plánu byla postavena severní partie kostela a boční apsida. V průběhu archeologického výzkumu se před hlavním portálem našly i základy plánované předsíně. 
Nepravidelností se vyznačují vnitřní svazkové pilíře a svazky prutů (přípor) podél vnější strany boční lodě, ktzeré nestály proti sobě. Pěti pilířům z vnější strany odpovídaly jen čtyři uvnitř. Ani apsidy nenavazují na stěny lodí pravidelně. To svědčí o několikerém přerušení stavby a změnách stavebních plánů.

### Druhá etapa
Změny byly pravděpodobně vynuceny růstem počtu řeholníků v klášteře, kteří se do chórumuseli vejít. Proto bylo kněžiště oproti původnímu plánu prodlouženo prostorem čtvercového půdorysu a snížil se i počet vnitřních pilířů. Tím se změnil poměr vnitřního prostoru kostela. Možná, že k přerušení stavby přispěla i smrt původního architekta a v práci se později pokračovalo podle představ nového stavitele.

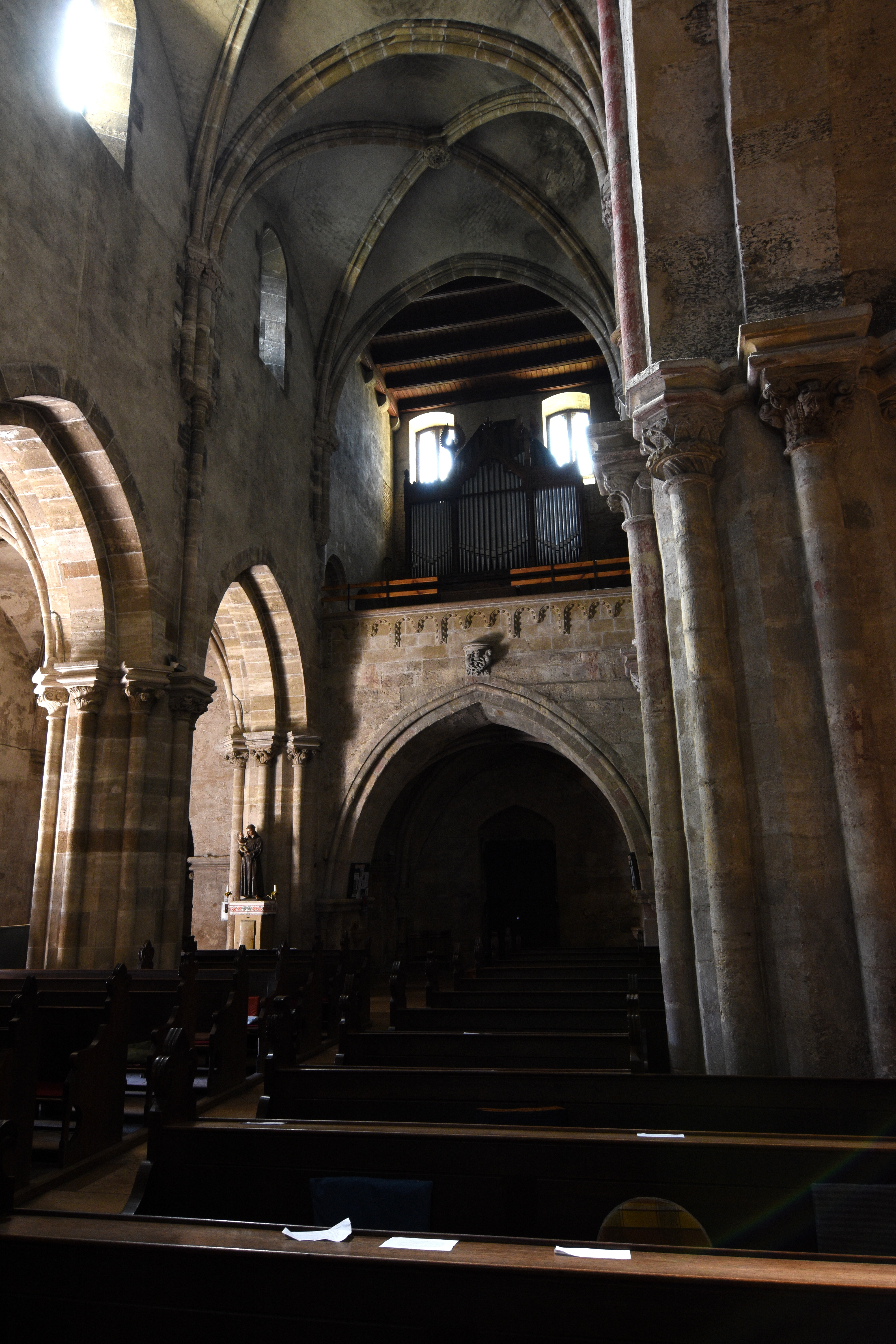
Empora kostela

Přibyla kamenná sochařská dekorace kostela, kterou prováděli kamenosochaři klášterní huti nejvyšší technické i umělecké úrovně. Znali též postupy stavby klenby, které se používaly na území současné Francie a Německa, uměli zhotovit ozdobné geometrické prvky normanské architektury. S velkou pravděpodobností se osobně zúčastnili výstavby mnoha kostelů v západní či střední Evropě. V této době byla dokončena výstavba obvodových zdí, západního portálu, obou věží, empory,  postaveny konstrukce kleneb a zaklenuty lodi, nartex i chór. Práce byly poté podruhé přerušeny, pravděpodobně pro úmrtí stavebníka a vliv mohly mít i nájezdy Tatarů. I když se Tataři dostali do blízkosti obce, příliš velké škody nenadělali, ve výstavbě se později opět pokračovalo.

### Třetí etapa
Třetí etapa výstavby začala až po odchodu Tatarů. Pravděpodobným dalším důvodem prodlení byl útěk nebo odchod dřívějších řemeslníků. Následující etapa byla započata skupinou kameníků najatých v západní části Maďarska. Jelikož tito řemeslníci neznali již dříve používané nové metody výstavby klenby, pokračovali dál po staru a severní boční loď zakryli způsobem, na který byli zvyklí – zakryli loď prkenným stropem. Po dokončení stavby byl kostel vysvěcen v r. 1256.

## Pozdější historie
Dějiny kostela jsou úzce spjaté s klášterem, který stojí v těsném sousedství. O něm máme k dispozici jen málo údajů. V průběhu staletí došlo několikrát k výměně majitelů. V r. 1455 jej získal Bertold Elderbach, jeho syn později objekt odkázal Tomáši Bakóczovi, takže objekt byl do nedaleké minulosti v majetku jeho dědiců, patřil rodině Erdődy.
V roce 1532 Turci obléhali město Kőszeg, napadli také klášter a těžce poškodili obě budovy, včetně sochařské výzdoby (ulámané hlavy některých soch). Po odchodu Turků se řeholníci pravděpodobně vrátili, ale v roce 1562 definitivně odešli. Opuštěnou budovu v r. 1576 zapálili obyvatelé města Szombathely. Kostel pravděpodobně nebyl příliš poškozen, až v letech 1660 a 1666 opat Ferenc Folnay provedl větší stavební úpravy, vyvolané poškozením po úderu blesku. V tomto období byla zbourána část kláštera, opat nechal obnovit jižní zdi, nahradil poškozené jižní pilíře hrubými čtvercovými pilíři. Požárem zničený dřevěný strop byl ve dvou lodích nahrazen valenou klenbou, jižní loď a sakristie byla navýšena o jedno podlaží. Opat dal do severní stěny prorazit okenní otvory v barokním slohu. Věže byly v letech 1733 a 1735 zakryty cibulovitou helmicí, k jejichž poškození došlo při vichřici v r. 1785. Poté byly zakryty jehlanovitou zděnou helmicí.
Poslední velká rekonstrukce proběhla v letech 1896 až 1904 ve stylu historismu podle projektů maďarského architekta Frigyese Schulka. Razantní stavební úpravy včetně odstraňování barokních detailů byly neopodstatněné. Stylový purismus vedl k výměně poškozených kamenosochařských originálů portálu i celého tympanonu. Věže byly obnoveny v původní výšce a namísto barokních helmic byly vytvořeny kopie románských helmic podle kostela v Zsámbéku. Byla zazděna barokní okna a strženo horní patro jižní lodi. Část původních artefaktů se dostala do Muzea krásných umění v Budapešti (Szépművészeti Múzeum), další část byla převezena do lapidária Muzea Savaria (Savaria Múzeum) ve městě Szombathely.

## Architektura

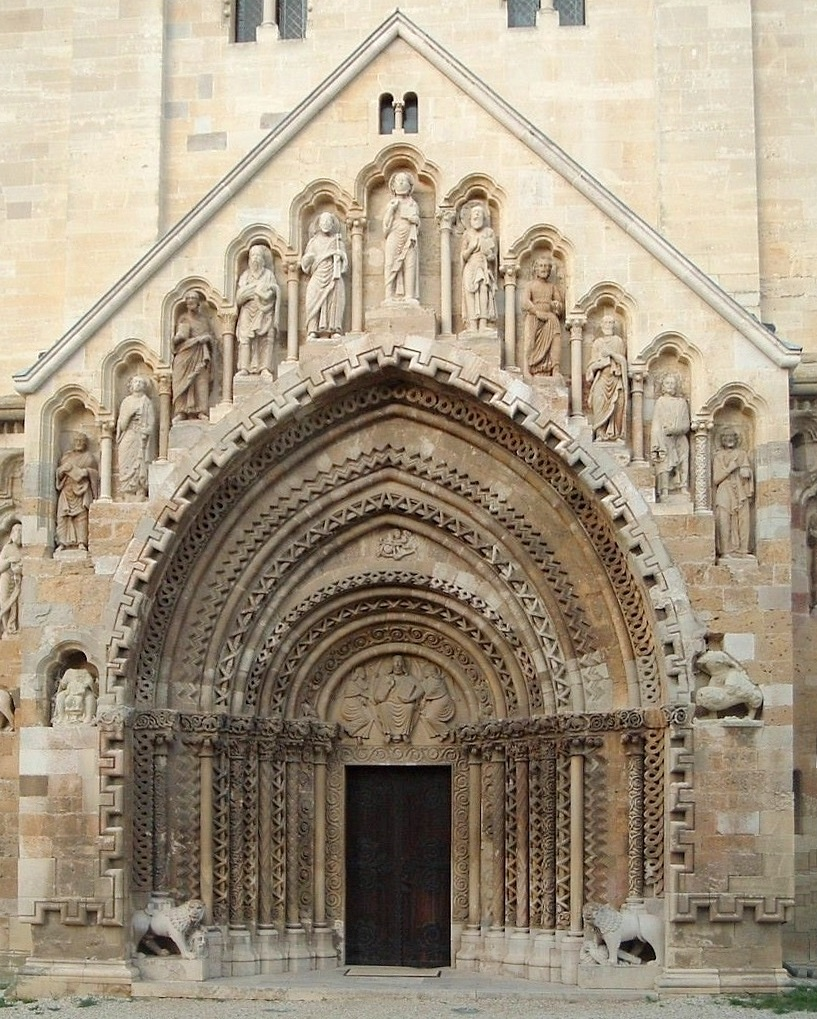
Západní portál kostela

### Exteriér

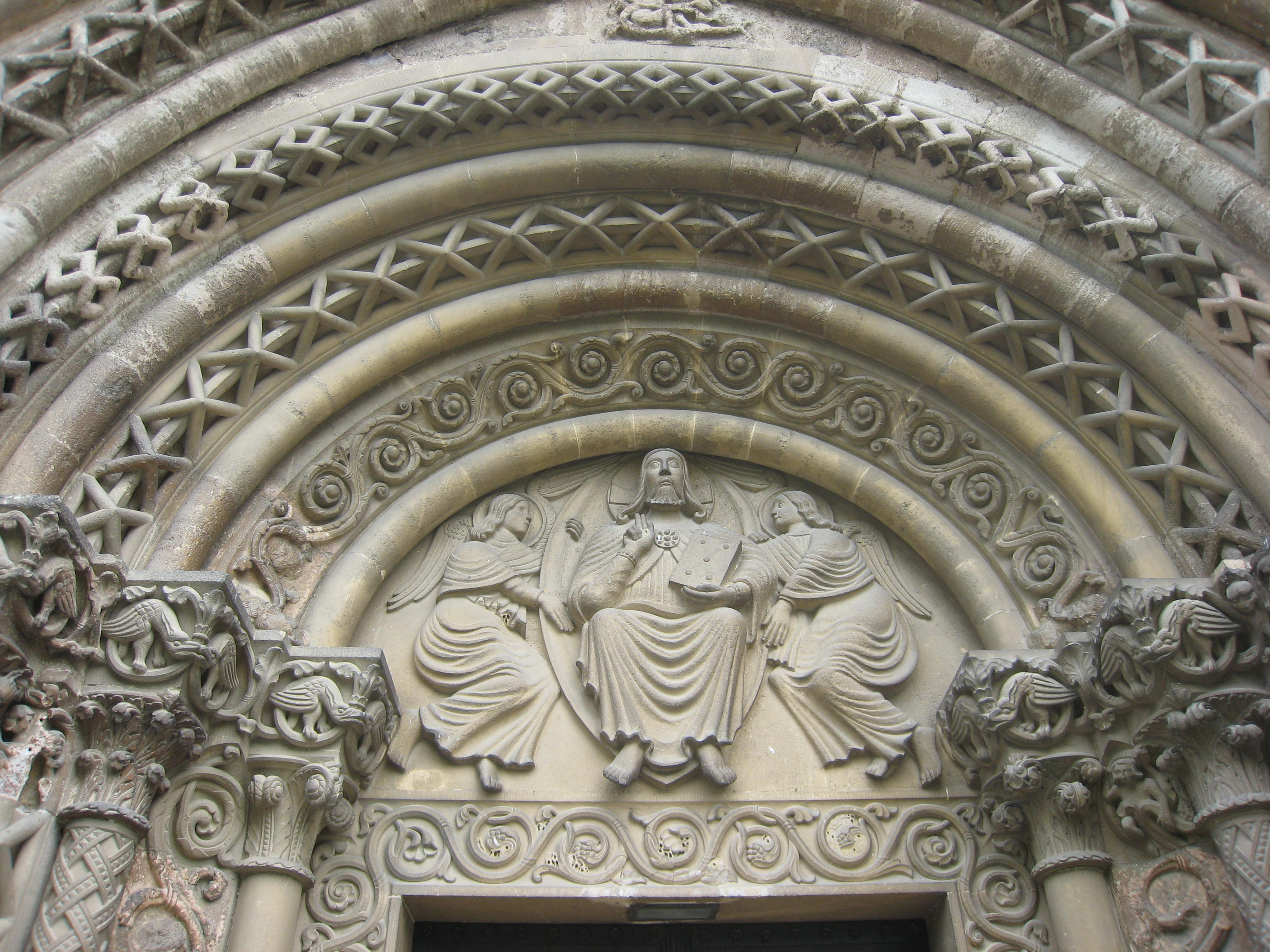
Tympanon

Kostel je z jižní strany obehnán ohradní zdí, která je pro vstup prolomena dekorativní barokní bránou, kterou dal roku 1663 postavit opat Folnay se svým tesaným znakem v nadpraží. 
- Jižním portál vchodu pro laiky je menší než hlavní západní portál, výzdoba je také mnohem skromnější. Portál flankují sloupy s plastickým listovým dekorem, reliéfy Beránka božího a dračími figurami. Nalevo od vstupu do kostela, před západním průčelím stojí kaple svatého Jakuba (Szent Jakab kápolna).
- Hlavní (západní) portál je románský, mnohonásobně členěný ústupkový s kamenickou výzdobou ostění, repertoár dekoru vychází z tzv. normanského stylu geometrických vzorů. V archivoltě je však vsazen tympanon z 19. století s novorománským reliéfem Krista Vševládce na trůnu, v mandorle nesené dvěma anděly. Dvě sochy lvů, hlídajících po stranách vstup, jsou kopiemi originálů. Styl a bohatství výzdoby upomíná na palácovou kapli v Ostřihomi[2]

V nikách štítu stojí sochy Krista a 12 apoštolů v životní velikosti. V originále se zachovaly pouze hlavy Krista a dvou apoštolů, ostatní hlavy byly zničeny Turky a nahrazeny novými v době baroka. Pro sochy posledních dvou apoštolů se našlo místo už jen na průčelí budovy ve spodní části věží. Ve dvou malých nikách po stranách portálu jsou vsazeny sochy Panny Marie s Jezulátkem a Samsona bojujícího se lvem, vně na fasádě ještě znamení evangelistů.
Severní strana kostela je méně zdobná. Severní stěnu člení svazky trojitých polosloupů, v obloucích hlavní římsy jsou reliéfy zvířat a rostlinné motivy. V poslední části se nachází reliéf znázorňující věřícího člověka vítězícího nad draky. Závěr kostela je opět dekorativnější. Sloupy členící apsidy nesou hlavní římsu, která je u hlavní apsidy zdobena motivem listů a na bočních apsidách šachovnicovým vzorem. Ostění oken má sloupky s bobulemi, zubořezem a zvířecí či rostlinné motivy na hlavicích. V přízemí jsou slepé arkády s nikami, ve kterých jsou vsazeny sochy. Sakristií na jižní straně kostela lze projít k jižnímu portálu.

## Interiér kostela

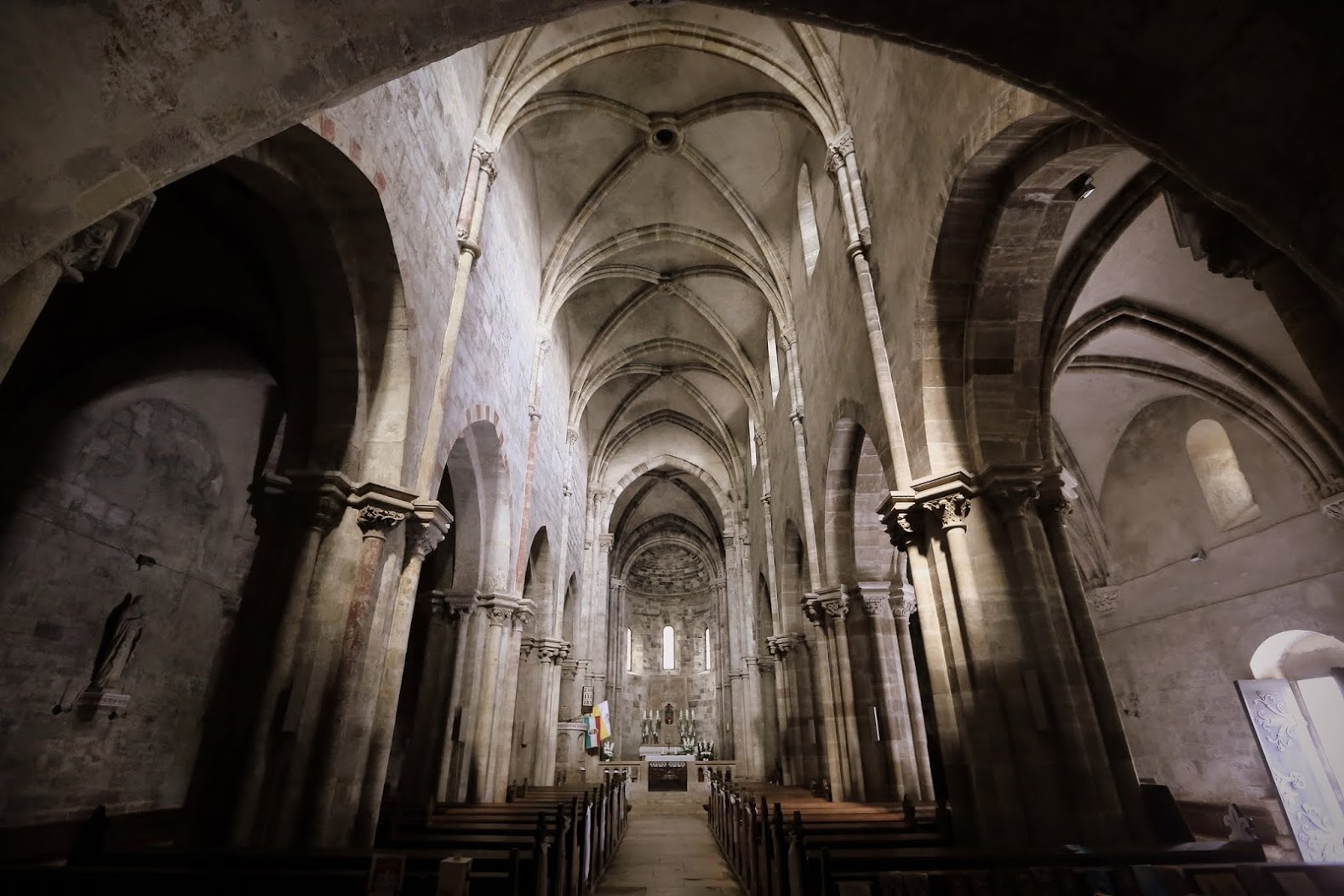
Trojlodí

Vnitřek kostela je tmavý, osvětlený pouze úzkými okny připomínajícími střílny. Nad západním vstupem mezi věžemi je tzv. westwerk, panská empora, která mohla sloužit také jako asyl v případě napadení kláštera i jako samostatná kaple. Za varhanami je trojitá nika sklenutá trikonchou, ve které měl své oddělené místo zdejší pán.
Boční lodě jsou od hlavní odděleny osmibokými pilíři s příporami. Hlavice sloupů jsou zdobeny rostlinnými motivy nebo figurami draků. V bočních lodích pomáhají nést tíhu klenby svorníky bohatě zdobené popínavými rostlinami a listy. Na stěnách chóru a na spodní části věže se nacházejí zbytky původních fresek. V chóru je zobrazen boj svatého Jiří s drakem, na ostatních freskách je zobrazena postava zakladatele a jeho doprovodu, výjevy znázorňují založení kostela, modlícího se zakladatele a jeho úmrtí.
Socha Panny Marie v levém bočním chóru pochází z 15. století. Původně stála na hlavním oltáři kaple svatého Jakuba. Oltářní obrazy pocházejí z roku 1705. V sakristii se nachází 8 dalších obrazů z 18. století. Dřevěné oltáře s obrazy, kazatelna i vitráže jsou dílem obnovy z 19. století.

## Kaple svatého Jakuba

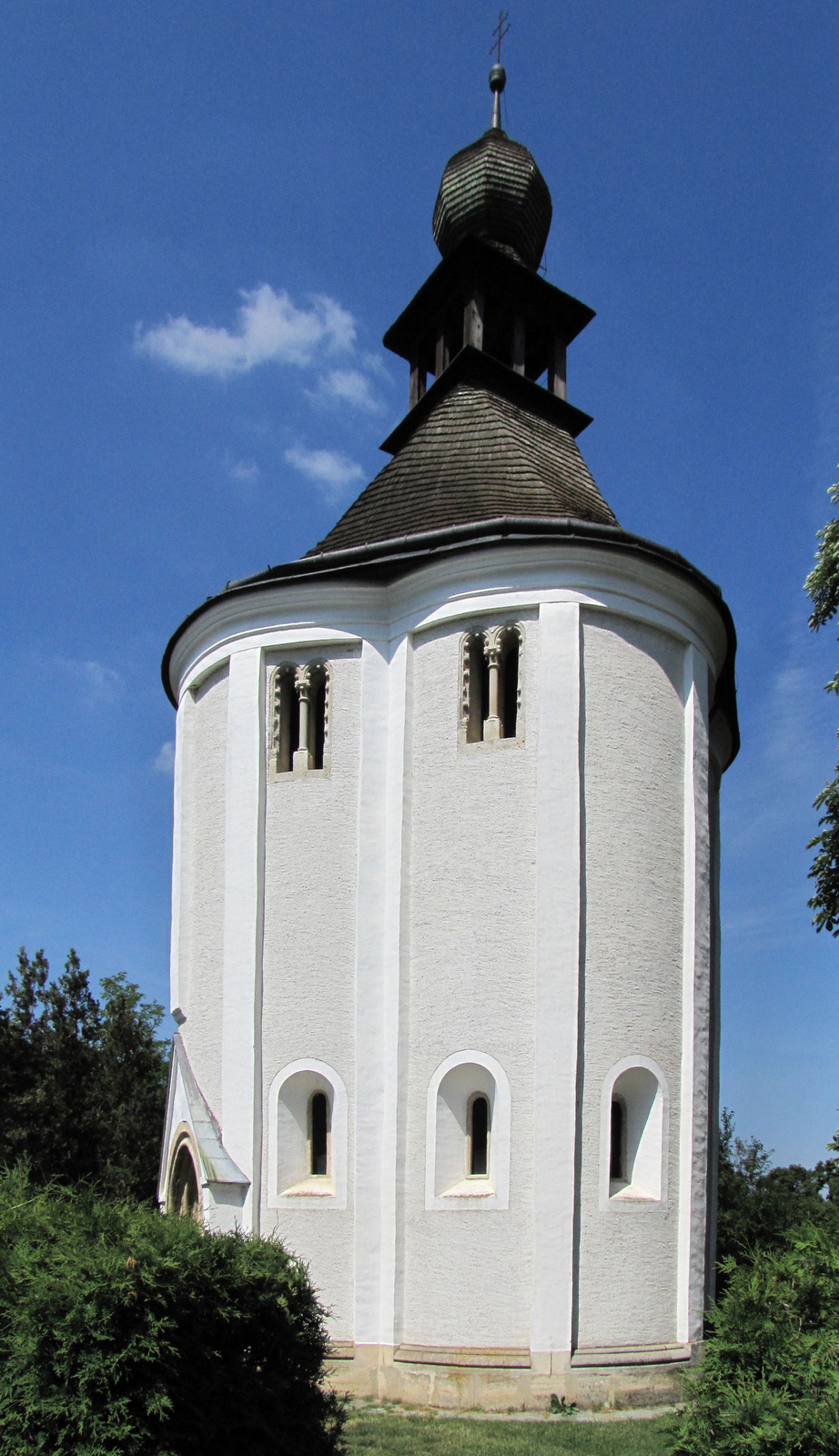
Kaple sv. Jakuba

Stojí v parku vedle klášterního kostela, má půdorys ve tvaru čtyřlistu (kvadrilobu). Archeologický výzkum z roku 1992 podhalil, že stojí na místě starší rotundy, která příslušela k panskému sídlu, zmíněnému zde v úvodu. Kaple je patrová, krytá šindelem a má barokní lucernu. Sloužila farníkům, protože klášterní kostel byl vyhrazen pro řeholníky. 
Portál kaple je románský, ale kamenická výzdoba oproti portálu kostela chudší. V tympanonu je reliéf Beránka Božího a dvojice do sebe zakousnutých draků. Kapli stavěli řemeslníci téže hutě jako kostel, asi kolem roku 1250, ale byla radikálně přestavěna v baroku. Hlavní oltář s obrazem sv. Jakuba nad bojištěm je z roku 1770, sochy dvou andělů pocházejí z hlavního oltáře opatského kostela. Z kazatelny kostela sem byla přemístěna socha Dobrého pastýře z 18. století.

## Replika kostela v Budapešti
V Budapešti, ve XIV. obvodě, v parku zvaném „Városliget“, se nachází novodobá budova hradu Vajdahunyad vára (oficiální název Történelmi épületegyüttes – Historický komplex budov). Jeho část tvoří tzv. Jákská kaple, jejíž portál roku 1896 navrhl Ignác Alpár (Stöckl) jako volnou kopií portálu opatského kostela z Jáku.